# Робінсон (Канзас)
Робінсон (англ. Robinson) — місто (англ. city) в США, в окрузі Браун штату Канзас. Населення — 183 особи (2020).

## Географія
Робінсон розташований за координатами 39°48′55″ пн. ш. 95°24′41″ зх. д. / 39.81528° пн. ш. 95.41139° зх. д. (39.815215, -95.411502).  За даними Бюро перепису населення США в 2010 році місто мало площу 0,63 км², уся площа — суходіл.

## Демографія
Згідно з переписом 2010 року, у місті мешкали 234 особи в 92 домогосподарствах у складі 64 родин. Густота населення становила 371 особа/км².  Було 109 помешкань (173/км²).
Расовий склад населення:
| - 92,7 % — білих |

До двох чи більше рас належало 6,8 %. Частка іспаномовних становила 1,3 % від усіх жителів.
За віковим діапазоном населення розподілялося таким чином: 26,1 % — особи молодші 18 років, 58,1 % — особи у віці 18—64 років, 15,8 % — особи у віці 65 років та старші. Медіана віку мешканця становила 42,5 року. На 100 осіб жіночої статі у місті припадало 101,7 чоловіків;  на 100 жінок у віці від 18 років та старших — 90,1 чоловіків також старших 18 років.
Середній дохід на одне домашнє господарство  становив 53 662 долари США (медіана — 34 688), а середній дохід на одну сім'ю — 61 613 долари (медіана — 41 875). Медіана доходів становила 37 917 доларів для чоловіків та 31 250 доларів для жінок. За межею бідності перебувало 29,6 % осіб, у тому числі 50,8 % дітей у віці до 18 років та 16,7 % осіб у віці 65 років та старших.
Цивільне працевлаштоване населення становило 77 осіб. Основні галузі зайнятості: освіта, охорона здоров'я та соціальна допомога — 24,7 %, виробництво — 20,8 %, інформація — 10,4 %, мистецтво, розваги та відпочинок — 10,4 %.